# Удружење за психотерапију, саветовање и коучинг Србије
Удружење за психотерапију, саветовање и коучинг Србије (УПСКС) основано је као Удружење психолошких саветника Србије у марту 2007. године у Ваљеву на Оснивачкој скупштини коју је чинило 11 оснивача, углавном стручњаци из Ваљева и једна колегиница из Београда. Водећу улогу у оснивању Удружења и његовом повезивању са Европском асоцијацијом за саветовање имао је Марјан Тошић, психолог. Од маја 2008. године Удружење постаје члан Европске асоцијације за саветовање, са статусом националне асоцијације. 
У јуну 2011. године Удружење проширује своју делатност и постаје Удружење за психотерапију, саветовање и коучинг Србије. Председник Удружења је у то време био Небојша Јовановић и он је имао важну улогу у проширењу Удружења, укључујући у њега колегу Младена Костића (гешталт) и Марину Банић (трансакциона анализа), који су довели своје сертификоване чланове.

## Главни циљеви
Ово удружење има за циљ да:
- подстиче развој психолошког саветовања, психотерапије и коучинга као делатности у Србији,
- да учествује у стварању и реализацији националних и интернационалних стандарда едукације, стручног напредовања и акредитовања психолошких саветника, психотерапеута и коучева од почетника до супервизора,
- да помаже формирања компетентних професионалаца - психолошких саветника, психотерапеута и коучева са националном и интернационалном лиценцом,
- да се бори за званично признање психолошког саветовања, психотерапије и коучинга као професије,
- да се у политици развоја психолошког саветовања, психотерапије и коучинга повезује са другим европским и светским удружењима.

## Истакнути чланови
- Марјан Тошић
- Небојша Јовановић
- Младен Костић
- Милена Максимовић
- Лидија Марковић

## Акредитације и сертификати
УПСКС, према високим стручним и етичким стандардима Европске асоцијације за саветовање, акредитује програме едукација из психотерапије, саветовања и коучинга. Сертификати УПСКС воде до сертификата акредитованог саветника у Европи и чланства у Европском савету за коучинг и менторство. Стандарде едукација и едукативне програме је верификовала и Секција за психотерапију, саветовање и коучинг Друштва психолога Србије.